# Мореуз Ла Перуз
Мореуз Ла Перуз је морски теснац између јапанског острва Хокаидо и руског острва Сахалин (рта Крилон). Овај мореуз повезује Охотско и Јапанско море.
Дуг је 94 километра, на најужем месту широк је 43 километра, средња дубина му је 20-40 метара, максимална дубина 118 метара. Зими је прекривен ледом. Име је добио по француском морепловцу Жан Франсоа ла Перузу, који га је открио 1787. године.
На јапанској обали мореуза се налази лука Ваканај. 